# Jonathan Rowe
Jonathan Rowe (30 de abril de 2003) es un futbolista británico que juega en la demarcación de delantero en el Olympique de Marsella de la Ligue 1.

## Biografía
Tras formarse como futbolista en las categorías inferiores del Norwich City F. C., finalmente el 28 de diciembre de 2021 debutó con el primer equipo en la Premier League contra el Crystal Palace F. C. El encuentro finalizó con un resultado de 3-0 a favor del conjunto londinense tras los goles de Odsonne Edouard, Jean-Philippe Mateta y Jeff Schlupp.
En la temporada 2023-24 marcó trece goles en los 38 partidos que jugó y la siguiente fue cedido al Olympique de Marsella.

## Clubes
Actualizado al último partido disputado en la temporada 2024-25.
| Club                  | País       | Año       | Partidos | Goles |
| --------------------- | ---------- | --------- | -------- | ----- |
| Norwich City F. C.    | Inglaterra | 2021-2024 | 56       | 13    |
| Olympique de Marsella | Francia    | 2024-     | 30       | 3     |

## Palmarés

### Títulos internacionales
| Título          | Equipo            | Sede       | Año  |
| --------------- | ----------------- | ---------- | ---- |
| Eurocopa Sub-21 | Inglaterra sub-21 | Eslovaquia | 2025 |